# Клейзавод (группа)
Клейзавод — российская электронная группа из Московской области, известная своими сатирическими тирадами на социальные темы: проблемы бедности и неравенства, насилия и дискриминации, безработицы и поиска работы, социальной интеграции и здравоохранения, в частности алкоголизма.

## История
Автор песен, музыкант и студийный исполнитель Кшиштоф — он же Шмуц, он же Модест Казус, он же Мистер Дельтаплан, он же МЦ К, он же МС Свинобой, как человек абсолютно не имеющий амбиций в области популяризации собственного творчества, выступал с куплетами в небольших московских клубах на творческих вечерах и днях рождениях знакомых поэтов и музыкантов, пока в 2016 году не познакомился с Лёней Стаканом, он же Андрей Мельников.
Лёня Стакан — к тому моменту уже человек с директорским и продюсерским опытом, убедил Кшиштофа в том, что незачем тратить время и силы на местечковые дивертисменты, и, предложив остановиться на названии «Клейзавод», взялся за активное продвижение творчества в народные массы.
Как следствие, в 2017 году появился дебютный интернет-альбом Клейзавода «Гуталин», в который вошли песни «197», «Шлагбаум» и «Задрот», ставшие затем одними из главных хитов коллектива. В 2018 году вышел первый официальный альбом Клейзавода под одноимённым названием.
Интерес к группе Клейзавод среди широкой аудитории в том числе был вызван попаданием композиции «Танцеват» в телевизионное музыкальное шоу "Студия Союз"  на телеканале ТНТ (2 сезон, выпуск 25 от 25.10.2018), где текст песни отгадывали российская модель Мария Миногарова и актёр Александр Гудков.  
Впоследствии другие композиции Клейзавода также неоднократно использовались и до сих пор используются в данной телепередаче.
Любопытно, что сама композиция «Танцеват» являлась на тот момент элементом доклейзаводского творчества Кшиштофа и была выложена в сети под именем Шмуц. В официальную же дискографию Клейзавода она попала в изменённом варианте лишь в 2023 году (альбом «Буква и цифра»), хотя до этого исполнялась практически на всех выступлениях и даже была включена в эксклюзивный сборник «Кубики» (аудиокассета, изданная лейблом Дикое радио).
По словам Кшиштофа — выступления Клейзавода на опен-эйрах и фестивалях, издание релизов на дисках и кассетах, радиоэфиры, песни в телевизионных шоу на федеральных каналах, интервью в различных периодических изданиях, концерты в культовых клубах, выпуск в 2023 году трибьют-альбома в честь пятилетия группы — всё это результат стараний Лёни Стакана. 
" - Лёня Стакан конечно же смог бы добиться и большего, если б не моё категорическое сопротивление, которое раз в год неизбежно приводит к «официальному распаду» группы." - рассказывает Кшиштоф.
В концертных программах Клейзавода в разное время участвовали сценические персонажи (Конь, символизирующий образ обывателя, Лётчик, Спящий человек, Человек на стуле и др.), создавая элемент театрализованного шоу, сопровождающего выступление. Также, на концертах с группой выступают приглашённые живые музыканты, в том числе участник групп Кукишъ, Аборт мозга, Костры - гитарист Никита Ефимов; участник московского электронного проекта Hardcore Poetry актрисы Жанны Оганесян   - диджей Станислав Евдокимов; композитор и гитарист Август Карлович Фишт и др.
Летом 2023 года музыкальным лэйблом UP!UP!UP! music издан цифровой релиз первой из четырёх частей сборника голден хитс Клейзавода «Времена года. Лето». 
Почти одновременно с этим Клейзавод был включён в серию «Эстетика русского андеграунда» (Лейбл Рукомойник Records. Серия цифровых релизов, представляющая собой сборники произведений ярких и культовых представителей отечественной андеграундной и инди-сцены).  
Осенью 2023 года выпущена вторая часть Времён года («Времена года. Осень»), а 13 сентября 2023 года коллектив анонсировал новый, десятый по счёту, официальный альбом под названием «Вольтаж», признанный одним из лучших альбомов сентября 2023 по мнению подписчиков ВК-паблика "Родной звук".
В октябре 2023 года в качестве постоянной бас-гитаристки в коллектив приглашена московская инди-исполнительница Зина Букина, более известная как Зина Ива. Первое выступление Клейзавода с Зиной состоялось 5 ноября 2023 года в московском клубе Китайский лётчик Джао Да.
В 2024 году Клейзавод принял участие в трибьют-альбоме советской нью-вейв группы «Кофе», исполнив композицию «Компьютер»

## Дискография

### Номерныеальбомы
- 2018 — Клейзавод
- 2019 — Асфальт
- 2019 — Метровагонмаш
- 2020 — Трансцендентализм
- 2022 — Карачарово
- 2022 — Родина слонов
- 2023 — Буква и цифра
- 2023 — Неликвид
- 2023 — Как я провёл эту зиму
- 2023 — Вольтаж

### Сборникии компиляции
- 2018 — Собрание сочинений в трёх томах (лимитированные СD-диски)
- 2022 — Кубики. The Best (Компакт-кассета, лейбл Дикое радио)
- 2023 — Эстетика Русского Андеграунда. Клейзавод (цифровой релиз, лейбл Рукомойник Records)
- 2023 — Времена года. Лето (цифровой релиз, лейбл Up!Up!Up! music)
- 2023 — Времена года. Осень (цифровой релиз, лейбл Up!Up!Up! music)
- 2024 — Времена года. Зима (цифровой релиз, лейбл Up!Up!Up! music)
- 2024 — Времена года. Весна (цифровой релиз, лейбл Up!Up!Up! music)

### Участие в других релизах
- 2018 — Клейзавод и Hardcore Poetry — Доминант (сингл)
- 2020 — Время срать и Клейзавод — Я просто хотел посрать (сингл)
- 2020 — Трибьют-альбом группе «Отряд Джона в Окружении» (песня «Инга»)
- 2022 — Трибьют-альбом группе «ТО Военный цирк» (песня «Смерть»)
- 2024 — Трибьют-альбом группе «Кофе» (песня «Компьютер»)

### Трибьют Клейзавода
- 2023 — Трибьют-альбом группе Клейзавод, с участием дружественных музыкантов (лейбл VL Records)

## Видеоклипы
- 2017 — Гуталин
- 2018 — Чемодан! Вокзал! Мытищи!
- 2018 — МСК
- 2020 — Вещи
- 2020 — Время срать и Клейзавод — Я просто хотел посрать
- 2020 — Карантин
- 2020 — Тряпка
- 2021 — Стравинский

## Фильмография
- 2018 — Честное галактическое (реж. Павел Петрухин). Короткометражный фильм, с участниками группы Клейзавод в эпизодических ролях. Также, в качестве главного саундтрека использована песня группы Клейзавод "Автобус из Мытищ".